# Monastyryšče
Monastyryšče (ukrajinsky Монастирище, rusky Монастырище – Monastyrišče) je město v Čerkaské oblasti na Ukrajině. Po administrativně-teritoriální reformě v červenci 2020 patří do Umaňského rajónu, do té doby bylo centrem  Monastyryščského rajónu. K roku 2016 v něm žilo bezmála devět tisíc obyvatel.

## Poloha
Monastyryšče leží na západě Čerkaské oblasti nedaleko hranice s Vinnyckou oblastí. Od Čerkas je vzdáleno přibližně 250 kilometrů západně.

## Dějiny
Městem je Monastyryšče od roku 1985.
Před rozpadem Sovětského svazu se jednalo o výrazně lidnatější město – k roku 1989 mělo přes šestnáct tisíc obyvatel.